# Batalha de Creta (1009)

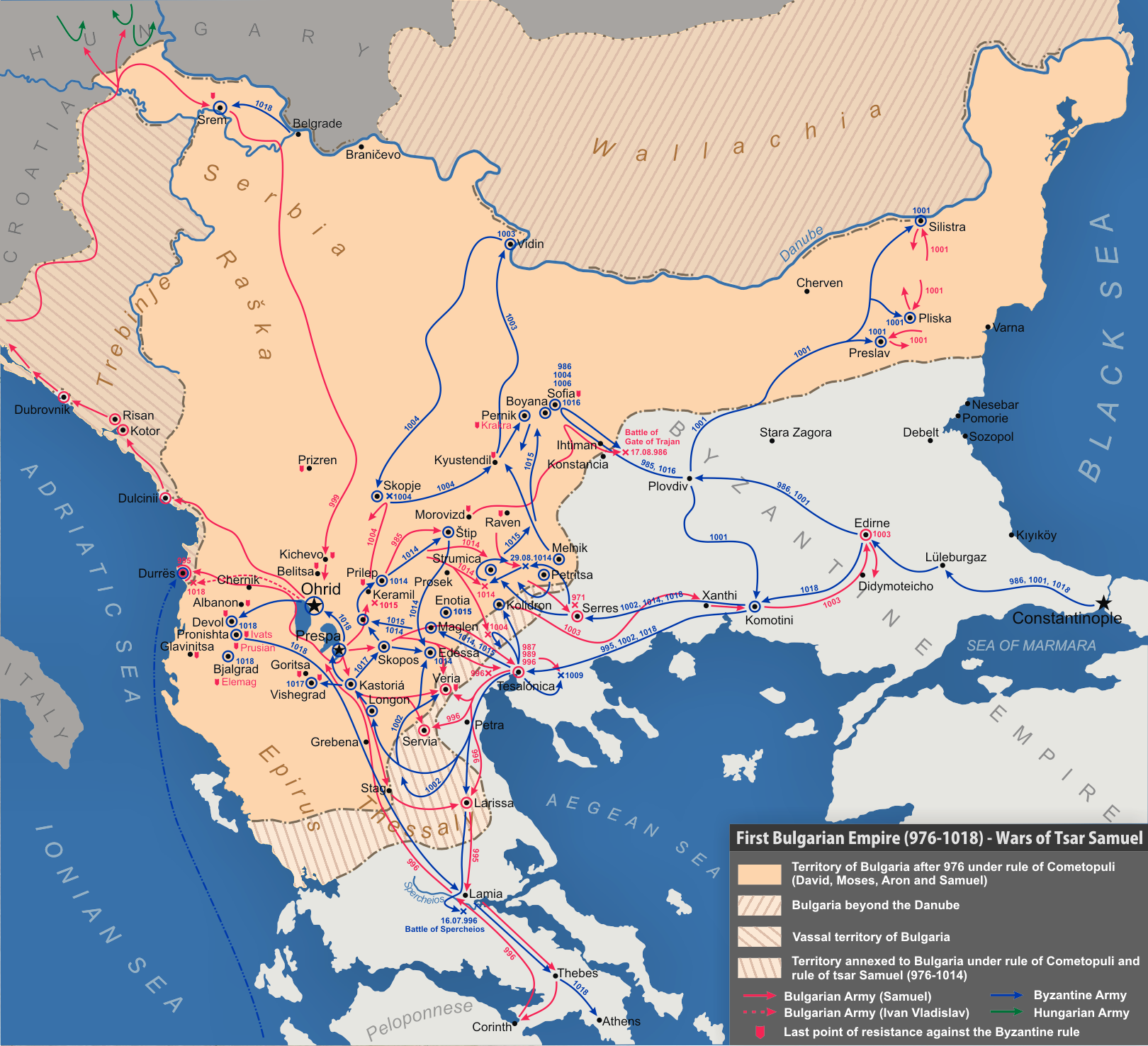
Primeiro Império Búlgaro (976-1018). Guerras do czar Samuel

A Batalha de Creta foi travada em 1009 perto da vila de Creta, a leste de Tessalônica. Desde a queda de Preslav, a capital do Império Búlgaro para os bizantinos em 971, manteve-se um constante estado de guerra entre os dois impérios. A partir de 976, o nobre e futuro imperador búlgaro, Samuel conseguiu combater com sucesso os bizantinos, mas, depois da virada do século XI, a sorte começou a pender em favor dos bizantinos, que se recuperaram de pesadas perdas. A partir de 1002, Basílio II passou a lançar campanhas anuais contra a Bulgária e tomou diversas cidades. Em 1009, os bizantinos enfrentaram o exército búlgaro a leste de Tessalônica. Pouco se sabe da batalha em si, mas o resultado foi uma vitória bizantina. Cinco anos depois, os bizantinos derrotaram decisivamente os búlgaros na Batalha de Clídio (Klyuch) e, em 1018, o Império da Bulgária foi completamente conquistado por Basílio II.